# Hoffmannia verticillata
Hoffmannia verticillata är en måreväxtart som först beskrevs av Hipólito Ruiz López och Pav., och fick sitt nu gällande namn av Paul Carpenter Standley. Hoffmannia verticillata ingår i släktet Hoffmannia och familjen måreväxter.
Artens utbredningsområde är Peru. Inga underarter finns listade i Catalogue of Life.